# Anolis sabanus
Anolis sabanus este o specie de șopârle din genul Anolis, familia Polychrotidae, descrisă de Garman 1887. Conform Catalogue of Life specia Anolis sabanus nu are subspecii cunoscute.